# Casa de las Conchas

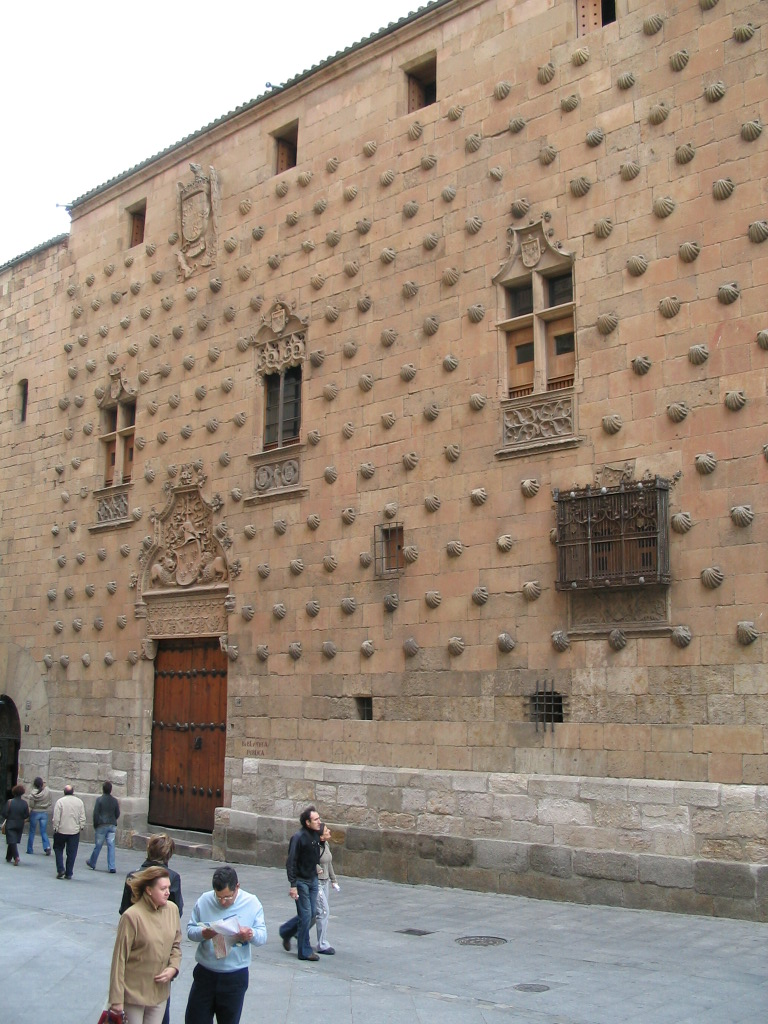
Casa de las Conchas.

La Casa de las Conchas de Salamanque, la Maison aux coquillages en français, est un édifice de style gothique avec des éléments plateresques. Sa construction commence en 1493. L’intérieur est remarquable par sa cour aux arcs à lignes mixtes, l’escalier et les plafonds à caissons. Au cours de l’histoire, le bâtiment a subi d’importantes modifications et restaurations. Il héberge actuellement une bibliothèque publique d’État.

## Style et chronologie
Le style gothique tend à se combiner avec les nouveaux airs du plateresque de la Renaissance. Sa construction commence en 1493 et se termine en 1517. Vers 1701 la maison est rénovée et agrandie, et la façade qui donne sur la rue principale fait son apparition. Plus tard, elle devient la prison de l’Université. En 1929 elle est déclarée Monument National. En 1967 elle est cédée à la Mairie de Salamanque par le biais d’un contrat de location pour une valeur symbolique de une peseta par an pendant quatre-vingt-dix neuf ans. En 1970, le Ministère de la Culture prend la place de la Mairie et continue la location. Depuis 1993, après une longue restauration, elle héberge une bibliothèque publique d’État. En 1997, son propriétaire, le comte de Santa Coloma, le remet à la Junte d'Andalousie comme paiement d’impôts. En 2005, la Junte d’Andalousie l’échange contre un autre bâtiment avec l’État qui est son actuel propriétaire.

## Données historiques

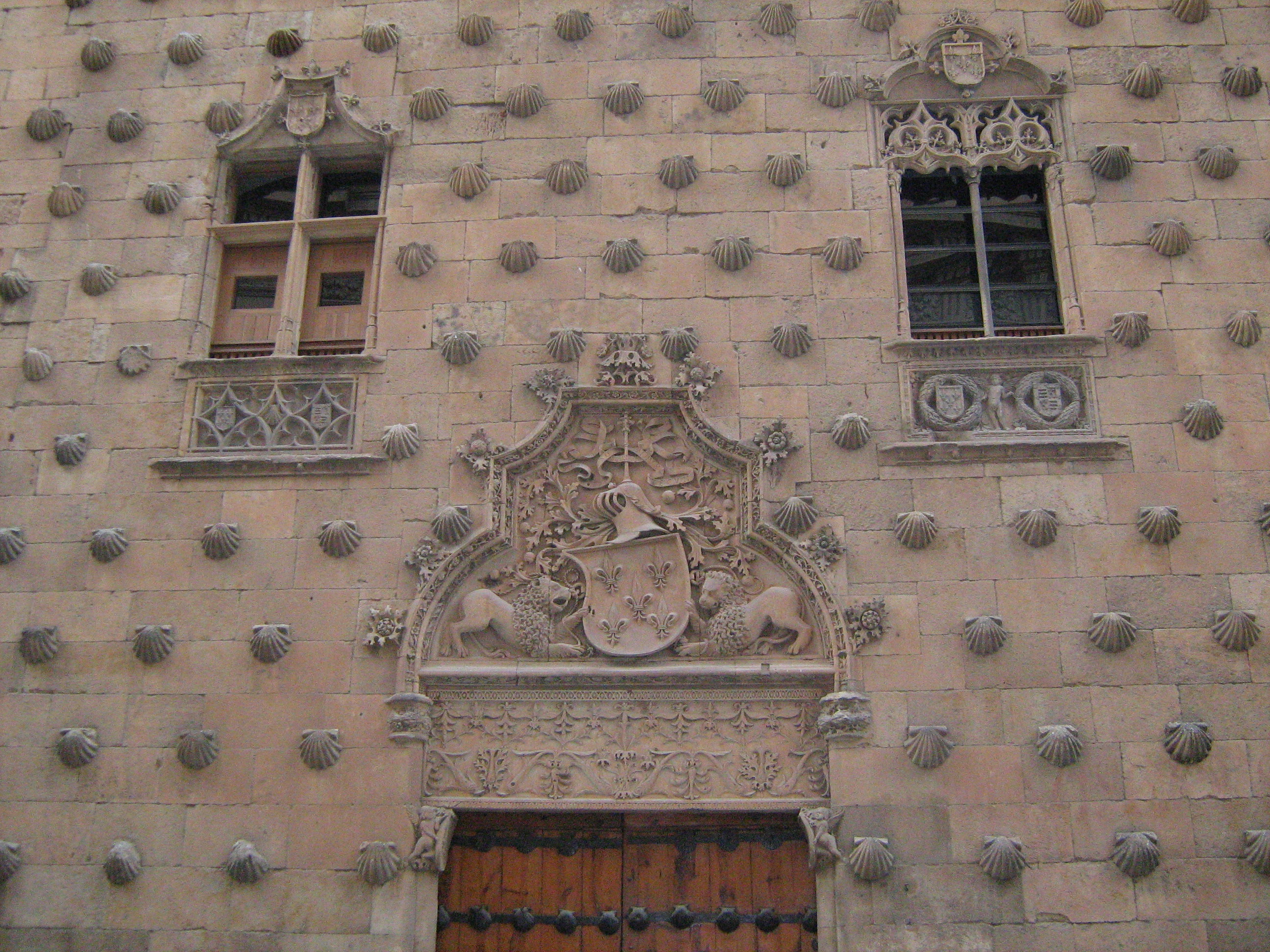
Blason des Maldonado souligné par des moulures de lignes courbes et droites.

La demeure est un palais urbain représentatif de la nouvelle noblesse courtisane du XVIe siècle.
L’édifice a été construit pour Don Rodrigo de Maldonado, chevalier de l’Ordre de Santiago, professeur de droit à l’Université de Salamanque, de laquelle il fut recteur, et membre du Conseil royal de Castille. Sous son patronage fut également construite la chapelle de Talavera dans le  cloître de la vieille cathédrale de Salamanque. 
Les travaux ont été poursuivis par son fils Rodrigo Arias Maldonado, marié avec la nièce du duc de Benavente, Juana de Pimentel, avec laquelle il eut pour fils Pedro Maldonado Pimentel, chef comunero. Les coquilles, emblème de la famille Pimentel, décorent la façade de l’édifice depuis leur mariage en 1517, tandis que les fleurs de lys de l’écu sont l'emblème de la famille Maldonado.

## Éléments architectoniques

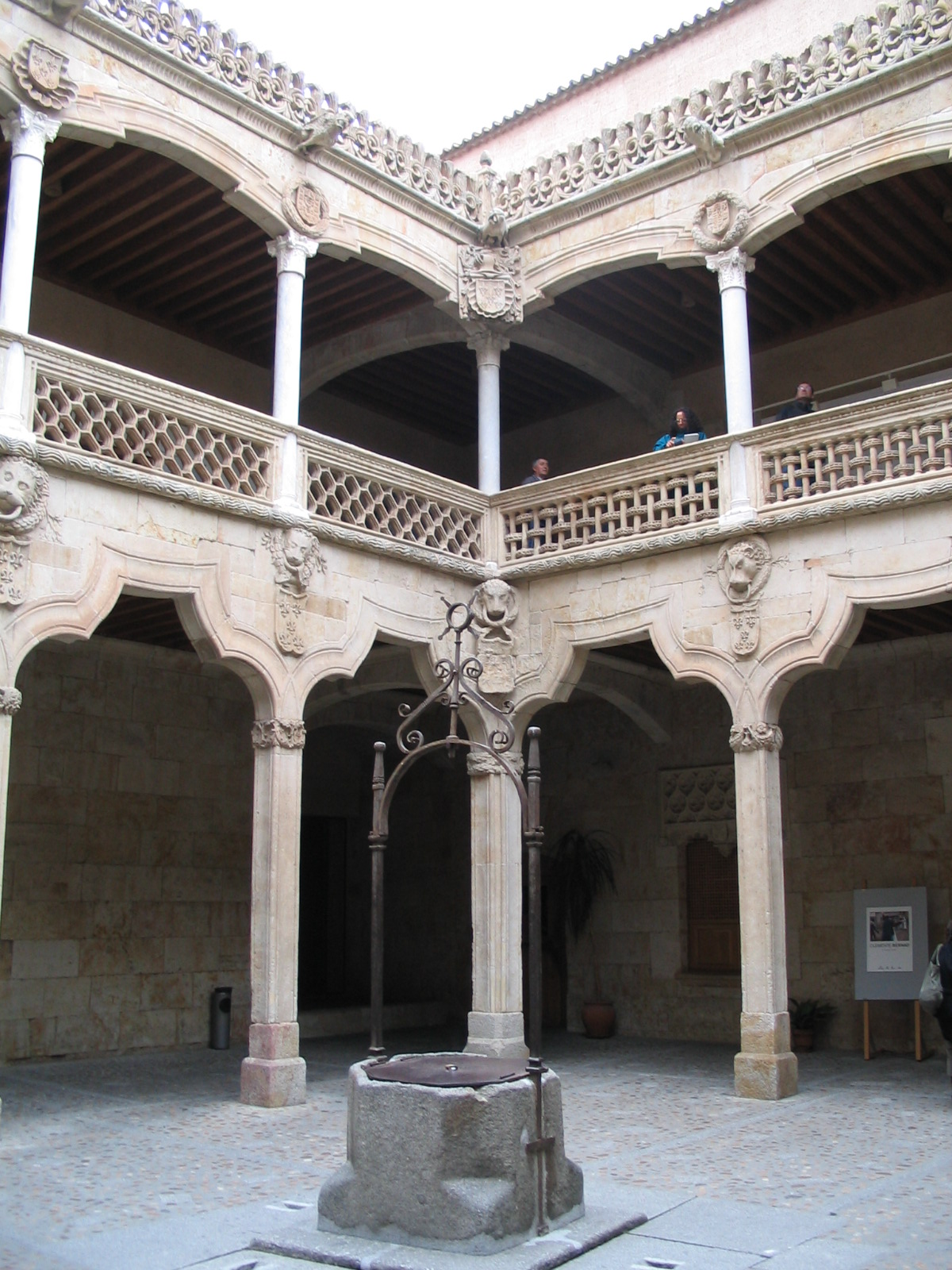
Patio.

## Autres éléments artistiques
Les éléments les plus remarquables sont les grilles, les fenêtres et les ornements de la cour, notamment le plafond à caissons.
Les grilles, qui ont été considérées comme l’un des meilleurs exemples de la forge gothique espagnole, furent travaillées à froid par des maîtres de Salamanque. Leur fonction n’est pas seulement ornementale, mais également de protéger l’intimité ainsi que la sécurité des habitants de la maison.
Le plafond à caissons du premier étage du patio est formé par des motifs hexagonaux qui entourent un carré. Tous les motifs sont richement polychromes avec des blancs, bleus et dorés. L’intérieur des hexagones est décoré avec des motifs végétaux, tandis que l’intérieur des carrés est décoré avec des éléments à quatre feuilles.

## Curiosités et légendes

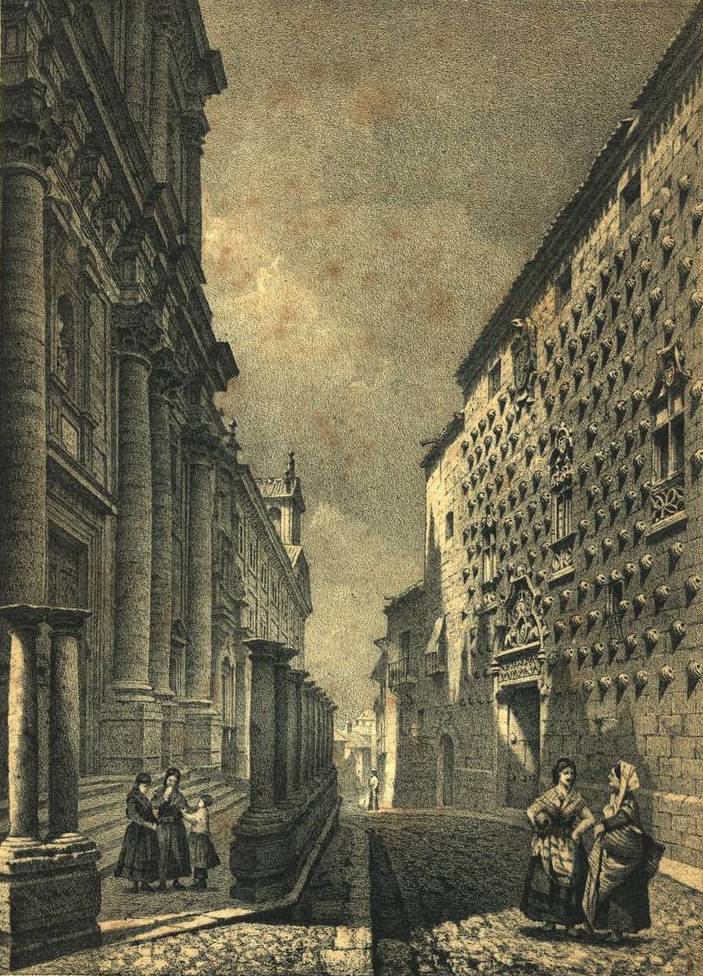
Casa de las Conchas, par Francisco Javier Parcerisa.

L’une des questions les plus controversées est le choix des coquilles Saint-Jacques comme élément décoratif. Certains y voient une manifestation de l’orgueil des Maldonado qui voulaient ainsi montrer leur appartenance à l’ordre de Santiago. Mais étant donné que la croix de Santiago apparaît également sur la façade, une telle accumulation de symboles de l’ordre peut sembler excessive. Une autre explication fait référence à l’épouse, Juana de Pimentel, dont l’écu d’armes comporte des barres et des coquilles comme on peut le voir sous l’une des fenêtres. Il est en effet probable que les coquilles soient un ajout postérieur à la construction, à l’occasion de la réforme décorative réalisée par Rodrigo Arias Maldonado, car elles ne sont pas taillées dans la pierre mais adossées avec des crochets en fer.
Plus tard, les sous-sols de la maison ont été utilisés comme prison universitaire où les étudiants payaient les peines imposées par leur professeur.
Sur le linteau de la porte apparaît le blason des Maldonado surmonté d’un sceptre. D’après la légende, les fleurs de lys du blason furent obtenues par Aldana, un ancêtre des Maldonado, après avoir vaincu en duel le duc de Normandie. Le roi de France, pour éviter la mort de son fils, lui aurait offert en échange de sa vie le droit de porter sur son écu la fleur de lys, propre des Bourbons, et lui aurait dit en français : « cette fleur est mal donnée ». Aldana, qui ne parlait pas le français, aurait compris qu’on lui octroyait le nom de Maldonado et décida d’adopter ce nom de famille[réf. nécessaire].